# Morte di Catone (Langetti, Genova)
Il dipinto Morte di Catone è un dipinto di Giovanni Battista Langetti datato 1655-1656 circa e conservato ai Musei di Strada Nuova di Genova.

## Storia
Marco Porcio Catone Uticense fu un tribuno delle plebe romana che allo scoppio della guerra tra Cesare e Pompeo prese le parti di quest’ultimo nel tentativo di difendere le istituzioni repubblicane. Dopo la sconfitta di Pompeo, Catone tentò una disperata resistenza a Utica dove decise infine di porre fine alla propria vita trapassandosi il ventre con una spada.
L'iconografia riscosse molta fortuna nel Seicento e soprattutto all’interno della produzione di Langetti di cui si conoscono undici versioni dedicate a questo episodio. Nella tela di Palazzo Rosso il pittore rappresenta i due successivi momenti dell’episodio riportati dalle fonti, con Catone che contemporaneamente tiene l’arma con una mano mentre con l’altra infierisce sulla ferita. 
Per l’opera, già riferita alla produzione giovanile dell’artista per via delle assonanze con i modelli genovesi fra cui Gioacchino Assereto e Orazio De Ferrari, a cui si aggiungono influssi di Cassana, Grechetto e, per la corposità del colore, di Strozzi, si è proposta una datazione più tarda intorno al 1670, considerandola una ripresa a distanza di anni e con maggiore incisività, della composizione di Ca’ Vendramin a Venezia.